# Coromandelhalvön

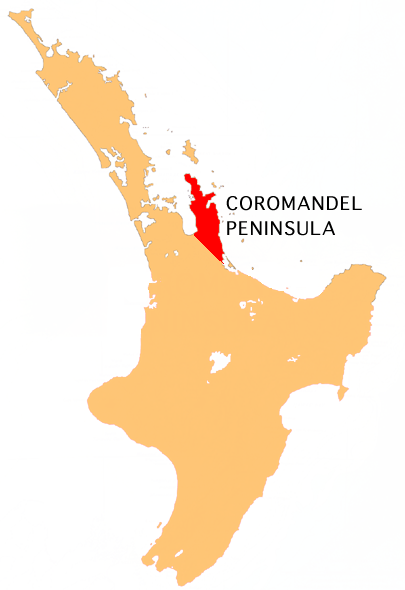
Coromandelhalvöns läge på Nordön.

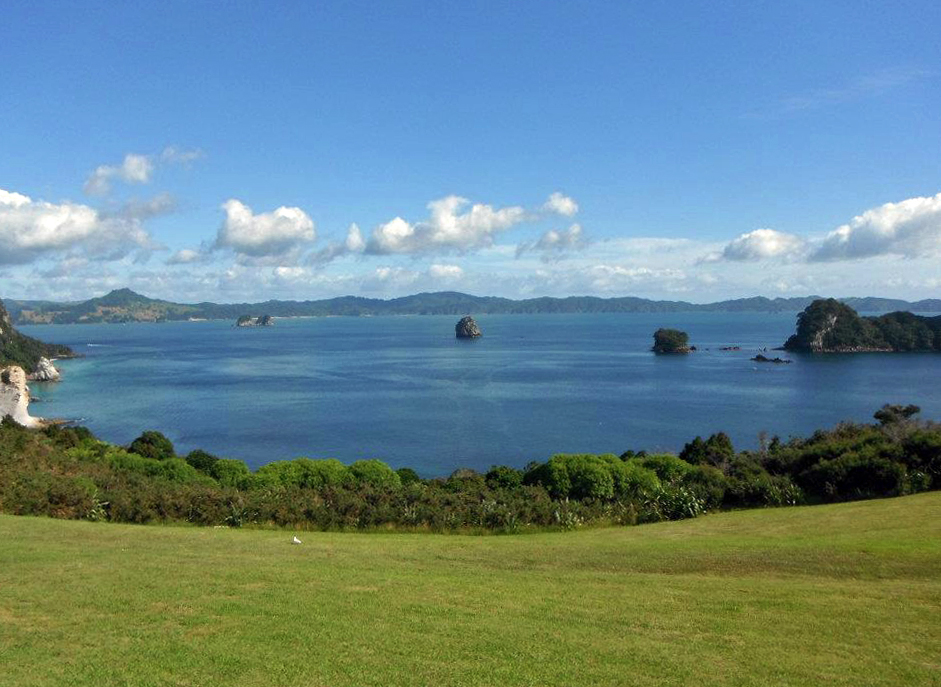
Mercury Bay, belägen på Coromandelhalvöns nordostkust.

Coromandelhalvön (engelska: Coromandel Peninsula) är en halvö som ligger på Nordön i Nya Zeeland. Det är en del av regionen Waikato och Thames-Coromandel District. Halvön sträcker sig 85 km norrut från den västra änden av Bay of Plenty och bildar en naturlig barriär för att skydda Haurakigolfen och Firth of Thames i väster från Stilla havet i öster. Som störst är halvön 40 km bred. Nästan hela befolkningen bor på de smala remsorna längs kusterna av Haurakigolfen och Bay of Plenty. Landets största stad, Auckland, ligger längst Haurakigolfens strand, 55 kilometer västerut. I klart väder är halvön tydligt synlig från staden.

## Historia
Före den europeiska kontakten var Tahanga-stenbrotten i Opito Bay en viktig källa till basalt, som maorierna använde för att tillverka stenverktyg som klyvar.

## Människor
På grund av topografin bor större delen av Coromandels befolkning i ett litet antal städer och byar längs den sydöstra och sydvästra kustlinjen. Endast fem städer har fler än 1.000 invånare (Coromandel, Whitenga, Thames, Tairua och Wongamata), och av dessa är det bara Thames med 7.440 invånare och Whitenga med 6.540 invånare som har fler än 5.000 invånare.

## Industrier och attraktioner
En skogspark upptar mycket av mitten av halvön, och kusten är prickad med många stränder och natursköna vyer. Bevis på regionens geotermiska ursprung finns i varma källor, särskilt vid Hot Water Beach på halvöns östkust. Whangamata Town är en populär semesterort, och Whitinganga i Mercury Bay är känt för vattensporter. Halvöns vatten är också en populär dykdestination. Catedral Cove, uppkallad efter den katedralliknande bågen i kalkstensklippan, är ett populärt resmål som endast kan nås med båt eller till fots. På senare år har delfiner och andra havslevande valar dykt upp längs kusten när deras antal har börjat återhämta sig, t.ex. sydlig rätval, Brydes val och knölval. 
Området var en gång i tiden främst känt för guldbrytning i hårt berg och kauri-avverkning, men är nu ett populärt turistmål. Gruvdriften upphörde runt 1980-talet. I slutet av 2009 uppgav Nya Zeelands minister för energi och resurser, Gerry Brownlee (National Party), att det fanns en möjlighet till förnyad gruvdrift i skyddade områden, även om han tidigare hade uppgett att mineraltillgångsbedömningar i skyddade områden inte tydde på en önskan att bryta där.